# Adaghas (kommun i Marocko)
Adaghas (franska: Adaghas (CR), Adaghas (Commune Rurale), arabiska: زاوية بن احميدة) är en kommun i Marocko.   Den ligger i provinsen Essaouira och regionen Marrakech-Safi, i den centrala delen av landet, 400 km sydväst om huvudstaden Rabat. Antalet invånare är 3 321.